# Aceria campestricola
Espèce
Synonymes
- Aceria ulmicola (Nalepa, 1909)[1]
- Eriophyes ulmicola Nalepa, 1909
- Phytoptus brevipunctatus Nalepa, 1889[1]
- Phytoptus campestricola Frauenfeld, 1865[2]
- Phytoptus ulmicola Nalepa, 1909[1]

Aceria campestricola est une espèce d'acariens de la famille des Eriophyidae responsable de la formation de galles sur les feuilles des ormes.

## Systématique
L'espèce Aceria campestricola a été initialement décrite en 1865 par le naturaliste autrichien Georg von Frauenfeld (1807-1873) sous le protonyme de Phytoptus campestricola.

## Publication originale
- (de) Georg Ritter von Frauenfeld, « Zoologische Miscellen. VI. », Verhandlungen der kaiserlich-königlichen zoologisch-botanischen Gesellschaft in Wien, Vienne, Inconnu, vol. 15,‎ 1865, p. 893-902 (ISSN 1025-4749, OCLC 5759771, lire en ligne).